# FC Kogenheim
Le FC Kogenheim est un club de football français fondé en 1919 et basé à Kogenheim dans le Bas-Rhin.

## Historique
Le Football club de Kogenheim est créé en 1919.
En 1979, lorsque l'AS Betschdorf décide de ne pas monter en D4, c'est Kogenheim qui monte à sa place, en qualité de deuxième de DH Alsace. De 1980 à 1982, le club évolue donc en Championnat de France de football de Division 4. En 1985, le club est relégué.
En 2011, l'entraineur est Jacky Stadelmann. Le club évolue en Division 1 Départementale.
En juin 2018, le Club du FC Kogenheim remonte en Départemental 2.

## Palmarès
- Coupe du Centre-Alsace : 1972, 1974, 1975, 1979, 1980, 1980[2]
- Coupe Crédit Mutuel
  - Finaliste : 1998, 2018
- DH Alsace : 
  - Deuxième : 1979